# Acroosteolisi
L'acroosteolisi consiste nel parziale riassorbimento delle falangi distali.  Si possono osservare due modalità di riassorbimento osseo:  diffuso a partire dal segmento distale ed a bande trasversali.
Le cause della acroosteolisi diffusa possono essere varie:  la picnodisostosi e la vasculite, il fenomeno di Raynaud, un trauma, l'epidermolisi bollosa, la psoriasi, il congelamento, la sarcoidosi, acromegalia, e  lebbra.
L'acroosteolisi  a bande trasversali è associata con l'avvelenamento da cloruro di vinile e alla Sindrome di Hajdu-Cheney.
Nell'intossicazione da cloruro di vinile l'arcoostelisi si accompagna al fenomeno di Raynaud ed alla sclerodermia.